# Maatschappij tot Bevordering der Bouwkunst

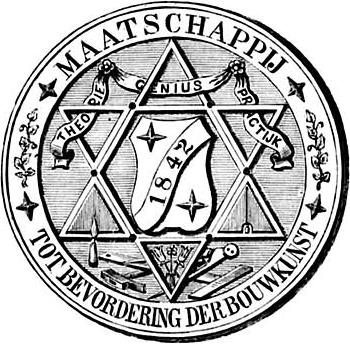
Logo.

De Maatschappij tot Bevordering der Bouwkunst was een vakvereniging voor architecten, opgericht in 1842 en in 1919 overgegaan in de Bond van Nederlandse Architecten.

## Beknopte geschiedenis
In 1842 wordt de Maatschappij tot Bevordering der Bouwkunst opgericht. Reeds eerder kende Nederland een Maatschappij tot Aanmoediging der Bouwkunde. Deze beroepsvereniging heeft echter nooit een wezenlijke nationale rol kunnen verwerven. De in 1842 opgerichte Maatschappij is in haar beginjaren nog een brede vereniging. In de ledenlijst van de Maatschappij zijn naast architecten dan ook verschillende andere beroepen te vinden.
Het initiatief tot oprichting van de Maatschappij kwam van de bouwkundige en publicist Johannes van Straaten (1781-1858). Van Straaten had eveneens een belangrijke rol gespeeld bij de totstandkoming van de Maatschappij tot Aanmoediging der Bouwkunde. Naast van Straaten was ook D.D. Büchler, de voormalige secretaris van de Maatschappij tot Aanmoediging der Bouwkunst, een belangrijk persoon bij de totstandkoming van de nieuwe Maatschappij. Büchler werd dan ook de eerste voorzitter. Ondanks de continuïteiten op het persoonlijke vlak presenteerde de Maatschappij zich echter niet als een opvolger van de Maatschappij tot Aanmoediging der Bouwkunst.
In 1915 vond er een grote koerswijziging plaats en veranderde de Maatschappij haar naam in 'Maatschappij tot Bevordering der Bouwkunst, Vakvereeniging van Nederlandsche Architecten'. Vanaf dat jaar konden alleen particuliere en ambtelijke architecten lid worden. Nadat de maatschappij in 1919 fuseerde met de in 1908 opgerichte Bond van Nederlandse Architecten, verdween in het spraakgebruik geleidelijk de naam Maatschappij tot Bevordering der Bouwkunst. Dit is niet verwonderlijk gezien de reeds eerder genoemde grote koerswijziging. Toch leeft de naam van de Maatschappij voort in de officiële naam van de huidige Branchevereniging Nederlandse Architectenbureaus. Die luidt namelijk Koninklijke Maatschappij tot Bevordering der Bouwkunst Bond van Nederlandse Architecten BNA.

## Huisvesting
In de eerste jaren van het bestaan van de Maatschappij werden de leden- en bestuursvergaderingen gehouden in een gehuurde zaal in 'De Franksche Tuin' in de Amsterdamse Elandstraat. Het archief bevond zich in deze tijd bij de secretaris thuis. Aangezien het archief in de loop der jaren echter een flinke omvang kreeg, moest er uiteindelijk een vaste ruimte worden gevonden. In 1850 werd om die reden een ruimte gehuurd in Hotel 'De Ster' aan de Nes. Op de begane grond werden de bestuursvergaderingen gehouden en op de eerste verdieping kwam het archief.
Genoodzaakt tot meer ruimte huurde de Maatschappij echter alweer in 1867 een pand aan de Wijde Kapelsteeg (nummer 2). Voor ledenvergaderingen was daar echter nog altijd geen ruimte, waardoor deze doorgaans elders plaatsvonden. In 1878 werd het pand aan de Wijde Kapelsteeg gekocht.
Ondertussen ontstond er een steeds grotere belangstelling voor een 'eigen' gebouw voor vergaderingen en tentoonstellingen. Rond 1870 was de eerste groep bouwkundigen afgestudeerd aan de Polytechnische School te Delft. Het was voornamelijk deze groep die de oprichting van een representatiever gebouw beijverde. Een dergelijk gebouw zou dan bij voorkeur ontworpen moeten worden door een der eigen leden. Inmiddels werd in het spraakgebruik (onder meer door Muysken) gesproken van een gebouw voor 'Permanente Tentoonstellingen'. Blijkbaar zag men deze permanente tentoonstelling als de belangrijkste functie van het gebouw. Op 1 november 1883 werd uiteindelijk een prijsvraag uitgeschreven voor het te ontwerpen gebouw.
Na een schifting te hebben gemaakt uit alle zevenendertig inzendingen, bleven er uiteindelijk twee ontwerpen over. Dit waren de ontwerpen 'Bramante' en 'Cirkel met een schuine lijn', ontworpen door respectievelijk Jurriaan Kok (1861-1919) en Th. G. Schill(1852-1914) en zijn compagnon D.H. Haverkamp (1850-1920). Uiteindelijk werd, omwille van het maximale gebruik van de beschikbare ruimte, gekozen voor het ontwerp van Schill en Haverkamp. Nadat men in maart 1884 met de bouw begonnen was en in mei door erelid J.H. Leliman en zijn zoontje de eerste steen was gelegd, vond op 20 mei 1885 de feestelijke opening plaats. Diezelfde avond werd de eerste Algemene Vergadering gehouden in het nieuwe gebouw aan de Marnixstraat 402.

## Tijdschrift
Het orgaan van de Maatschappij tot Bevordering der Bouwkunst was het tijdschrift Bouwkundige Bijdragen.

## Lijst met voorzitters
- 1842-1862: D.D. Büchler
- 1862-1867: A.N. Godefroy
- 1867-1876: J.H. Leliman
- 1876-1877: G.B. Salm
- 1877-1879: J.G. van Niftrik
- 1879-1888: C. Muysken
- 1888-1889: P.J.H. Cuypers
- 1889-1898: C. Muysken (2e voorzitterschap)
- 1898-1912: A. Salm
- 1912-1914: Samuel de Clercq
- 1914-1919: A. Broese van Groenou